# 康沃尔公国
康瓦爾公國（英語：Duchy of Cornwall）是英國現存的兩個公國之一，另一個是蘭卡斯特公國。現任英國君主的長子在出生時或者他的父母願意放出該項權利時會獲得該公國、並且獲得康沃爾公爵稱號，但不能為個人利益而出售資產、且其權力與收入在未成年时会受限。繼承方式採薩利克法，意即若康沃爾公爵沒有男嗣，則英国君主享公國繼承權。
現任公爵是威爾斯親王威廉。如果威廉王子登基，則佐治王子將會立即成為康瓦爾公爵。若是君主沒有男性子嗣，則公國的權力與責任將會歸還給官方、並且不會有公爵（《2013年王位继承法》並未影響公國的繼承，所以若是他們的繼承人為女性的話，則她無法繼承公國）。
康瓦爾公國的議會被稱為王子的議會，一年將會開兩次會並由公爵主持。王子的議會為非執行機構，其負責在有關公國的管理上對公爵提供建言。公爵也執行有關康瓦爾的特定法定權利與特權，包含一些在英國其他地方是屬於君王的權利。公爵也會指派一些公國的政府官員，並且公國會充當錫利群島主要港口的港口管理局。
英國政府認為康瓦爾公國是國王的一部分，因而讓他們免除繳交公司稅，但這項權利在2015年曾遭到質疑。自1993年起，時任公爵的查理三世自願開始就公國的收入繳交所得稅，但會扣除他認為屬於官方支出的金額。

## 財務安排
公國的主要管理在於其在英格蘭所擁有的13.5萬英畝（或約550 km²）的土地，其中僅約2%位於康瓦爾郡。其房地產主要都位於康瓦爾郡之外，有約一半位在德文郡南部的達特穆爾高地，剩餘則位在赫里福德郡、薩默塞特郡與大部分的錫利群島。公國同時也擁有金融投資組合。
公國的管理規範於《1838年蘭開斯特公國與康瓦爾公國會計法令》，其要求國會監督、並且帳目都須提交給國會大廈管理。
公國擁有一些特殊的法定權利，例如有關於無主物品的規範。有關於無主物品的規範傾向於先將其判定屬於公國而非皇室，這樣當有在康瓦爾公國內過世且沒有遺囑或明確繼承人的人民、或是其資產屬於註冊於康瓦爾但已經解散的公司的情況下，就會將其所有權歸屬至公國。在2007年，公國從這項權利獲得了13萬英鎊，並全數捐至慈善基金。
公國的設立有明顯目的：為皇室繼承人提供收入；但是，最初設立的條款限制了康瓦爾公爵的身分必須是君王的長子且擁有繼承權；2013年頒布《2013年王位繼承法》後（2015年3月26日生效），自此開始，皇位繼承人不再被限定性別、只需要是最年長即可（即長女亦可繼承、不受限必須是長子），但這並未讓長女也能獲得康瓦爾公爵的頭銜。公爵擁有公國財產的信託權益（例如莊園），這讓他們可以取得其淨收入，但是並未完全擁有、且不能為了個人利益而出售這些資產。
1913年，政府的法律官員提出意見，讓公爵不必就其來自公國的收入繳稅。但是，自1993年起，時任公爵查爾斯王儲自願以一般稅率開始繳交所得稅。（可參見：英國皇室收入）
自通過《2011年主權補助法》後，公國的收入將給予皇位繼承人，而不管他是否是公爵的繼承人。在繼承人未成年的情況下，繼承人將取得10%的收入，其餘則交給官方。
公國在2017至2018年產生了約2170萬英鎊的收入，這些多數用於支付威爾斯親王與康瓦爾公爵夫人(即當時的查爾斯王儲與其妻子)的官方及慈善活動，以及哈利王子與劍橋公爵夫人凱薩琳的官方辦公室。

## 歷史
公國在1337年3月17日依據大憲章而設立，是由愛德華三世將原康瓦爾伯爵改制而成，並將其授予其長子黑太子愛德華，使他成為第一任康瓦爾公爵。憲章同時也規定了康瓦爾公爵必須是君王的長子且是王位繼承人，愛德華三世並發布了額外的憲章作為規範。公國由其頭銜、榮譽與領地（支撐財務）所組成。
憲章授予了公爵有關公國的權力與責任，包含任命治安官以及可以擁有來自法院、錫礦與港口的利益收入。公國的房地產主要來自先前伯爵時期所擁有的，而這些並不包括整個康瓦爾郡，其大多數位在康瓦爾郡之外。其財產的包含範圍近幾年多有變動，主要在於既有售出、亦有獲得新地產，且在康瓦爾郡之內與之外都有發生。
透過憲章，原屬於伯爵的莊園均移交至公國名下。原先17個位在康瓦爾郡內的莊園，被稱作老莊園（Antiqua maneria），位在康瓦爾郡之外的莊園，則被稱作外莊園（forinseca maneria），後來被合併稱為附屬莊園（annexata maneria）。首任公爵愛德華在1337年五月頒布了一道調查令稱為「康瓦爾公國的佔有」（The Caption of Seisin of the Duchy of Cornwall），藉以確認康瓦爾公國在康瓦爾郡所擁有的範圍，包含莊園、城堡以及騎士費（一種在封建的盎格魯-諾曼帝國下的英格蘭與愛爾蘭的土地單位）、來自康瓦爾錫礦產區與郡治安官的利潤，以及其他收益。
後續來自亨利四世授予其子亨利五世的特許狀中聲明：
We have made and created Henry our most dear first-begotten Son, Prince of Wales, Duke of Cornwall and Earl of Chester, and have given and granted, and by our Charter have confirmed to him the said Principality, Duchy, and Earldom, that he may preside there, and by presiding, may direct and defend the said parts. We have invested him with the said Principality, Duchy, and Earldom, per sertum in capite et annulum in digito aureum ac virgam auream juxta morem.
我們已冊封我們摯愛的長子亨利為威爾斯親王、康瓦爾公爵與切斯特伯爵，並以皇家憲章正式授與他這些爵位，讓他能在這些地區執掌政務，並肩負起治理與守護之責。我們依照傳統儀式，為他戴上王冠、金戒，並授與金杖，以象徵他正式就任這些職位。
隨著亞瑟·都鐸在1502年去世，康瓦爾公國議會停止了運作。1547年到1603年間，英國皇室沒有任何男性繼承人，因此公爵的頭銜一直維持空缺，公國則交還給皇室來管理。在成為國庫的一個部門後，議會在1611年重新運作，為的是解決當時的食物危機。

### 克倫威爾空白期（英语：Interregnum (England)）的公國，1649-1660年
隨著查理一世在1649年1月30日被議員、圓顱黨領袖之一的克倫威爾處死，公國的領地被議會接掌管理。直到查理二世在1660年復辟、開始行使君王權力，議會才恢復運作。

### 空白期之後
1975年，查爾斯王子設立了慈善基金以造福西南方的社區，資金來源則是公國透過無主物品規章所獲得的淨收益。1980年，公國以80萬至100萬英鎊之間的價格買下了海格羅夫賓館，資金是透過販售三件公國的財產而來，包含格洛斯特郡達格林沃斯村的一部分。
1988年，西多塞特郡議會分配了多切斯特西側的一部分公有地產出來，作為住宅區發展用地，這個地區後來以龐德伯里之名為人所知。
1992年，公國有機食品成立，以來自公國轄下農場的作物為原料，其收益有部分進入了親王所設立的慈善基金。在經歷了2008年的虧損後，公國將公司賣給了他最大的客戶維特羅斯超市。2006年，公國買下林尼沃穆德莊園作為公爵的住宅。
1995年，公國授予一張包含錫利群島中無人島嶼（island）、無人小島（islet）與大部分有人島上的空地的為期99年的租約給予錫利群島生命基金，每年會獲得一朵水仙花作為給付。
2005年2月7日開始，公國的財政開始受到政府帳目委員會的監督。
在《2002年土地註冊法令》頒布之後，公國被要求在2013年10月以前向土地註冊處提交在1337年被給予的礦權。在2012年2月的提交後，一些在塔爾斯基迪的地主對於礦權被明確記載在他們的名冊之下感到驚訝。
2012年1月，公國向懷特羅斯買下一處位於米爾頓凱恩斯的倉庫。公國參與了一項名為《特魯羅東區中心計畫》的開發案，該計畫預期包含一個停車轉乘區、一個回收中心、110棟房屋與一間位在聯合山與紐基路交叉口的維特羅斯超市。這個開發案在2012年3月獲得康瓦爾議會承認，但特魯羅議會上法庭挑戰它。這為公國與維特羅斯之間的關係帶來問題與糾紛。
2012年，公國開始一項位於紐奎瑟夫伯里（Surfbary）地區的發展計劃。
2013年，公國在康瓦爾的辦公室從利斯卡德搬遷到雷斯托梅爾莊園的老舊農莊中。2014年，公國從聖日耳門伯爵買下了艾略特港的南部。從2015年開始，威廉王子開始每兩年參加一次議會。

## 持有財產
公國擁有531.3 km²（或約205.1 mi²）的土地－約0.2%的英國領土，分布於23個县之中，其土地利用項目包含農業區、住宅區與商業物業區，並且是作為投資組合來處理。
17世紀開始，公爵的莊園開始被分類成以下三類：
1. 老莊園（Antiqua maneria），17個來自伯爵時代的莊園
2. 外莊園（forinseca maneria），透過憲章所獲得、位於康瓦爾郡範圍之外的莊園
3. 附屬莊園（Annexata maneria or annexed manors），後續被加入公國財產的莊園[13]

這些莊園的土地管理工作分配給以下辦公室（辦公室所在地）：以下辦公室資訊均來自康瓦爾公國官方網站 （页面存档备份，存于）
- 首席辦公室，大倫敦西敏市白金漢門，近白金漢宮
- 赫里福德辦公室，赫里福德郡杜梭爾
- 東區辦公室，薩默塞特郡牛頓聖洛伊（英语：Newton St Loe）
- 龐德伯里辦公室，多切斯特龐德伯里
- 西區辦公室，康瓦爾郡洛斯特威希爾雷斯托梅爾莊園
- 達特穆爾辦公室，德文郡耶爾弗頓（英语：Yelverton）普林斯敦（英语：Princetown）
- 錫利群島辦公室，錫利群島聖瑪麗斯島休鎮
- 聖瑪麗斯港辦公室，錫利群島聖瑪麗斯島聖瑪麗斯港（英语：Hugh Town#Harbour）

大部分的土地都租了出去、特別是農地，而林地與度假別墅則是直接由公國政府做管理而非旗下辦公室。房產中的度假別墅管理工作被設置於雷斯托梅爾莊園。公國擁有橢圓體育場（The Oval）、一座位在大倫敦蘭貝斯倫敦自治市肯寧頓的板球場，其建地原本規劃屬於公國的財產。公國在1988年冒險開始進行龐德伯里的區域計畫。

### 區域計畫發展
除了龐德伯里，公國也參與了一個位於紐奎沿岸延伸出去占地540英畝、名為南斯萊丹（Nansledan）的開發計畫。2012年，在龐德伯里計畫後，南斯萊丹計畫從一項總數174戶的住宅發展計畫在紐奎西南方的特雷岡諾山丘地區（Tregunnel Hill），當地則稱該區為「瑟夫伯里」（Surfbury）。整體計畫在2013年12月被批准，將會包含800戶住家、商店、超市與一間小學。其計畫目的是使南斯萊丹地區變成一個能超過4000戶住宅、並支撐相近工作數量的社區。

## 法律地位與附加權利
康瓦爾公國與蘭開斯特公國－自1399年起由君主以個人身分持有－都擁有其他地方所沒有的特殊權利：例如有關於無主物品的規範，就會優先判定屬於公國而非皇室。
公爵自由持有公國內約3/5的潮間帶與可通航河川的河床，並持有所有沉沒於康瓦爾海岸船隻的沉船權，包含海上漂泊的失事船隻；以及所謂皇家的魚特權－即鯨、鱘科及鼠海豚科。公國同時身兼聖瑪麗斯港的港口管理局。公國的的律政司與皇室是分別的，康瓦爾郡最高治安官是由康瓦爾公爵任命而非君王，與英格蘭及威爾斯其他郡呈現鮮明對比(公國占地分布於此兩處構成國)。公爵在康瓦爾錫礦議會擔當召集人的角色。
在2010年的一次上訴案中，公國被一審法庭認定是有關《2004年環境信息規例》的公共機構。
根據衛報在2011年的報導，前威爾斯親王查爾斯王子從2005年起要求可以對一些賭博相關的都市計畫的法條草案執行同意權，因為這可能影響到整個康瓦爾公國人民的興趣愛好。聖艾夫斯選區代表的下議院議員安德魯·喬治對此表示：「公國宣稱這只不過是私人莊園，但多數民眾將會在得知他可能對政府擁有有效的否決權時感到吃驚。」。律師大衛·格倫茨（David Gollancz）則在衛報的版面中評論：「公國正執行著法律權利中的獨特領域，在其他地方屬於皇室執行的領域……這看起來顯得異常而令人擔憂，這麼大的房地產竟被法規創制與授予一個獨特的法律權利，讓他能只透過宣稱這是私人財產、就能迴避公眾審查。」。這個要求實際上並不是查爾斯王子新提出的要求，而是百年來議會的慣例，相同的要求也同樣被授予給過去的威爾斯親王。
在一些康瓦爾人民的活動上，相對於一般的县、康瓦爾自身被以法律上的「De jure」用詞稱作公國，而公國莊園也被區別於公國自身、是自行被併入上述的公國中。1973年，皇家憲法委員會建議，鑒於其與皇室的「特殊關係」、在適當場合下將之稱呼為「公國」。有時會在整個郡的範圍內非正式的使用這個稱呼。
歷史上，到訪康瓦爾的所有巡迴審判庭的法官同時也是王子理事會的常任成員。有紀錄在案的至少有三個實例，王子透過指示官員無視或不服從衡平法法院所發出的命令來否決國王。

## 稅收
英國官方認為公國是國王的一部分，因而讓他們免除繳交公司稅，但公國在稅制的地位已經遭受部分英國共和派支持者的質疑。

## 紋章
康瓦爾公國的紋章構成如下：

紋章

- 中央盾徽本體：底色為黑貂色，15個銀幣盤（英语：Bezant）圖示分成五排，上至下分別為5、4、3、2、1個[36]
- 兩側盾徽支撐：兩側各有一隻紅嘴山鴉，扶著在盾徽兩旁的鴕鳥羽毛，羽軸為金色、羽片為銀色[37]。
- 下方座右銘：Houmout[35]，意義為勇氣[38][39]。

盾徽上方印上了繼承人的小王冠。兩側支撐則是在1969年6月21日由皇家認證授予。

## 忠誠敬酒
傳統上，康瓦爾人民們對公爵進行忠誠敬酒時的方式，十分相似於海峽群島人民對諾曼第公爵敬酒時的方式。